# Les Goristes
Les Goristes est un groupe breton, formé  en novembre 1991 à Brest et actif jusqu'en 2017. 

## Le groupe
Huit membres composent ce groupe :

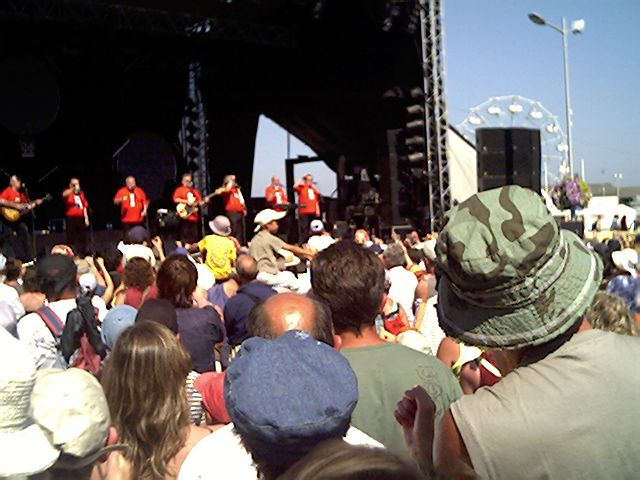
Festival du chant de marin de Paimpol 2007

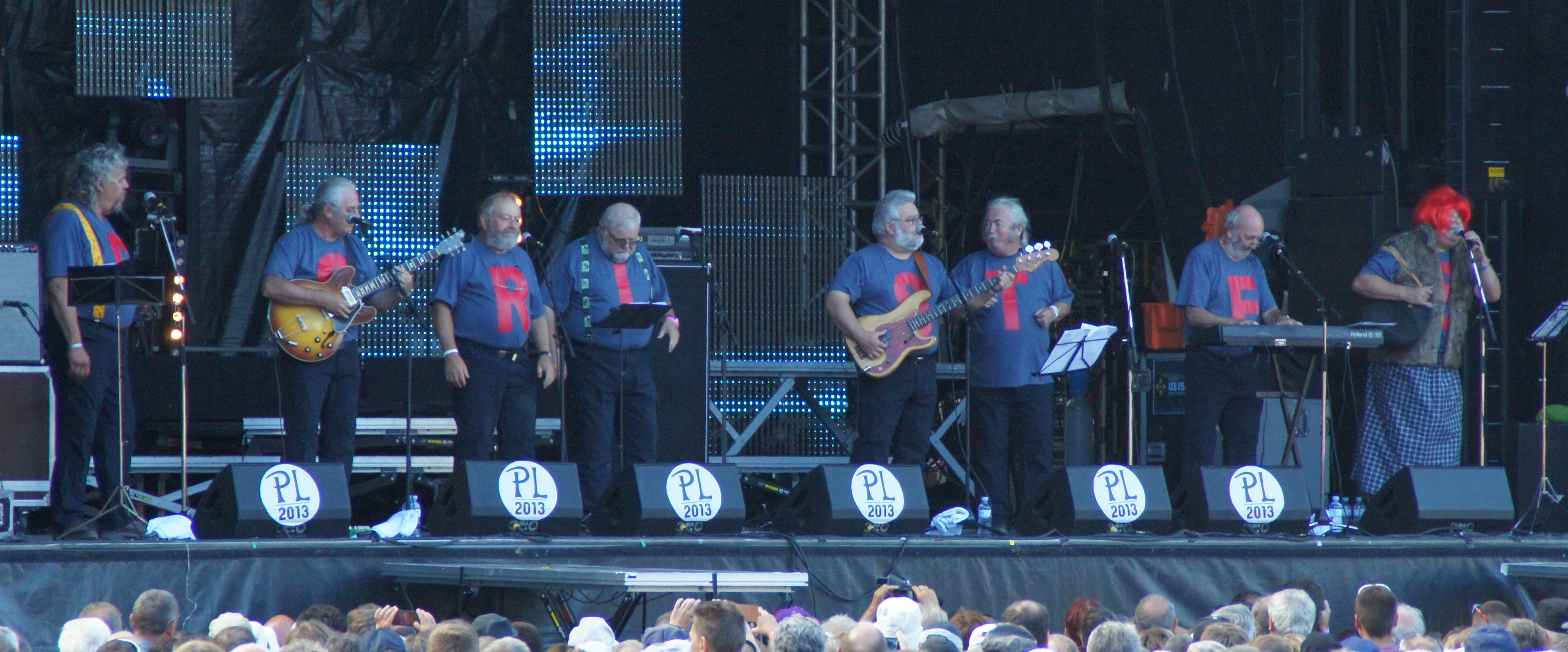
Festival du chant de marin de Paimpol 2013

- le “G”, Christian Desnos : chant, accordéon diatonique
- le “O”, Patrick Audouin : guitare, piano
- le “R”, Fañch Le Marrec : chant
- le “I”, Yvon Étienne : chant
- le “S”, Jacquy Thomas : basse, chant
- le “T”, Jean-Paul Ferrec : chant
- le “E”, Jacky Bouilliol : claviers, accordéon, chant et monologue
- le “S”, Henry Girou : chant

## Style et thèmes
Les Goristes dont le nom de groupe annonce irrévérencieusement la couleur (mot-valise rassemblant les gorets et les choristes), s'inscrivent dans une tradition établie de chansonniers brestois qui compte notamment Henri Ansquer auteur au début du XXe siècle de la très tragi-comique Complainte de Jean Quéméneur également connue comme A Recouvrance un classique des soirées festives brestoises qu'ils ont d'ailleurs interprétée avec brio.
Loin d'être mièvres ou politiquement correctes leurs chansons joyeusement iconoclastes ont une fonction de commentaire social décapant et visent de multiples cibles à tous les points cardinaux de la rose des vents sociale et politique.
On peut citer ainsi :
Le côté bagarreur de leurs concitoyens après quelques verres (Le coup de boule de Keruscun).
Les décisions d'urbanisme imposées par les élus locaux, même si refusées par référendum (Les ronds- points, le Tramway).
Les plaisanciers qui, même pourvus d'un bateau apte au tour du monde, ne dépassent pas Camaret-sur-Mer, commune située à un peu moins de 20 km de Brest (10 milles nautiques), et ses bars (L'aventure camarétoise).
Les ouvriers de l'Arsouille (l'Arsenal de Brest ou DCNS), réputés -à tort ou à raison- paresseux, adeptes du travail "en perruque" et des apéros abondants sur le lieu de travail (A l'Arsouille, on ne sort plus qu'à jeun de l'Arsenal).
Le porte-avions nucléaire Charles de Gaulle et ses maladies de jeunesse (Le Jean Rigole, qui revisite le classique de Gaston Ouvrard J'ai la rate qui s'dilate ou à bord du Charlez Ar Gall).
Les retraités en camping-car (Camping Car).
Les prétentions culturelles des édiles brestois et la reconversion urbaine (La citadelle culturelle).
La cuisine bretonne et sa diététique problématique (sur un air de mambo) (Kig Ha Farz Mambo).
Olivier de Kersauson (rebaptisé marquis de Kerponton, nom voulant indiquer qu'il reste sur les pontons, et ne navigue pas réellement) et sa rencontre avec un Calamar géant (l'Octopus).
Les mythes du sacré et les mystères de la nativité (Le Ptit jésus est un Brestois).

## Discographie
Les Goristes ont sorti dix albums.